# H. G. Wells’ The War of the Worlds
H. G. Wells’ The War of the Worlds (dt. Der Krieg der Welten) ist ein Science-Fiction-Film mit Action-Elementen von Timothy Hines aus dem Jahr 2005 und eine Verfilmung des gleichnamigen Romans von H. G. Wells.
Hierbei handelt es sich um die dem Roman ähnlichste Verfilmung, die u. a. auch im 19. Jahrhundert angesiedelt ist und auf eine Laufzeit von rund 3 Stunden kommt.

## Handlung
Marsianer greifen in dreibeinigen Kampfmaschinen das Vereinigte Königreich an, um von dort aus die rohstoff- und wasserreiche Erde zu erobern. Das irdische Militär ist den außerirdischen Invasoren hoffnungslos unterlegen und muss bei der Zerstörung der Städte zusehen. Erst die Bakterien der Erde können die Marsianer durch deren nicht angepasstes Immunsystem besiegen.

## Entstehung
Die für das Jahr 2001 geplante buchgetreue Filmumsetzung des Regisseurs Timothy Hines mit seiner kleinen eigenständigen Produktions-Firma Pendragon Pictures wurde wegen der Terroranschläge am 11. September 2001 gestoppt. Im Jahr 2004 wurden die Dreharbeiten fortgesetzt und mit mehrjähriger Verzögerung (aufgrund von Budget-Problemen) im März 2005 beendet. Diese Film-Version wird nur als „Direct-to-DVD“-Kompromiss mit Paramounts Kino-Projekt und den Rechte-Inhabern vertrieben, zunächst nur als Region-1-DVD mit der Möglichkeit einer europa- bzw. weltweiten DVD- und Blu-ray-Veröffentlichung demnächst.

## Versionen
Es gibt vier verschiedenen Versionen:
- 2005: „H.G. Wells’ The War of the Worlds“ (180 Minuten, Vollbild)
- 2006: „The Classic War of the Worlds“ (125 Minuten, Widescreen)
- 2007: „H.G. Wells’ The War of the Worlds - Director's Cut - We Can't Stop Them“ (135 Minuten, Widescreen)
- 2012: „The War of the Worlds - The True Story“ (Found-Footage-Stil)

## Kritik
Die ersten Rezensionen sprachen von einer „wahrhaftig sensationellen 1:1 – dem viktorianischen Stil des 19. Jahrhunderts getreuen – Wort für Wort, Szene für Szene Buch-Umsetzung mit satten 180 Minuten Laufzeit“. Die Mehrheit der Publikumskritiken fiel dagegen sehr negativ aus und sprach dem Regisseur jedes Talent für das Erzählen einer Geschichte ab.